# Lewis (rivière de Nouvelle-Zélande)
Pour les articles homonymes, voir Lewis.
Lewis  est le nom de deux rivières différentes de l’Île du Sud de la Nouvelle-Zélande. La vallée la mieux connue des deux, forme l’approche sud-est du col de Lewis, dans la région de Canterbury. C’est un affluent de la rivière Boyle.
̈